# Arsène Alancourt
Arsène Alancourt (né le 29 février 1892 à Paris et mort le 20 avril 1965 à Clichy) est un coureur cycliste français. Professionnel de 1922 à 1928, il a notamment remporté une étape du Tour de France 1924. Il a dirigé l'équipe Île-de-France du Tour de France 1947 et l'équipe Centre-Sud-Ouest du Tour de France 1948.
Il est inhumé à Pierrefitte-sur-Sauldre.

## Palmarès

### Palmarès amateur
- 1912
  -  Champion de France sur route amateurs[1]
- 1913
  - Paris-Dieppe
  - 2e du championnat de France sur route amateurs
- 1914
  - 3e du championnat de France sur route amateurs
- 1919
  - Challenge Marceau Narcy
- 1920
  - Clichy-Chantilly et retour
  - 2e du Grand Prix de Touraine
- 1921
  - 2e du championnat de France sur route amateurs

### Palmarès professionnel
- 1922
  - 4e de Paris-Tours
- 1923
  - 5e du Tour de France
- 1924
  - 13e étape du Tour de France
  - 7e du Tour de France
- 1925
  - 3e de Paris-Nancy
- 1926
  - 2e de Paris-Contres
- 1927
  - Paris-Contres
  - Paris-Vichy
  - GP Wolber (par équipes)[2]
 avec équipe Alléluia-Wolber (Pierre Magne, Antonin Magne, Marius Gallottini, Julien Moineau, André Devauchelle, André Canet, Arsène Alancourt)
  - 3e de Paris-Rennes
- 1928
  - 1re étape du Tour du Sud-Est
  - Circuit de Corrèze
  - Circuit de Contal
  - 2e de Paris-Caen
  - 2e de Paris-Épernay
  - 3e de Paris-Longwy

## Résultats sur le Tour de France
6 participations
- 1922 : 13e
- 1923 : 5e
- 1924 : 7e, vainqueur de la 13e étape
- 1926 : abandon (13e étape)
- 1927 : abandon (9e étape)
- 1928 : abandon (8e étape)